# موريس ماثيوز
موريس ماثيوز (بالإنجليزية: Morris Matthews)‏ هو لاعب كرة قدم أمريكي، ولد في 25 فبراير 2003 في كامبريدج في الولايات المتحدة.

## وصلات خارجية
- موريس ماثيوز على موقع قاعدة بيانات كرة القدم.إي يو (الإنجليزية)
- موريس ماثيوز على موقع Soccerway.com (الإنجليزية)